# Plymouth Raiders
I Plymouth Raiders sono stati una società cestistica avente sede a Plymouth, in Inghilterra.
Ha militato nella massima divisione del Regno Unito, la British Basketball League fino al 2021.

## Palmarès
- NBL: 1996-97, 1998-99, 2000-01

## Roster 2009-10
| 4  | Stati Uniti (bandiera)                         | Andrew Lasker       | Guardia     |
| 5  | Regno Unito (bandiera)                         | Allister Gall       | Guardia     |
| 7  | Regno Unito (bandiera)                         | Jamie Burchell      | Guardia/Ala |
| 8  | Stati Uniti (bandiera) · Irlanda (bandiera)    | Matthew Hilleary    | Ala/Centro  |
| 9  | Polonia (bandiera)                             | Michal Czynienik    | Centro      |
| 10 | Regno Unito (bandiera)                         | Jay Marriott        | Ala/Guardia |
| 12 | Regno Unito (bandiera)                         | Anthony Martin      | Guardia     |
| 21 | Stati Uniti (bandiera)                         | Terry Horton        | Guardia/Ala |
| 23 | Stati Uniti (bandiera) · Porto Rico (bandiera) | Florentino Valencia | Ala         |
| 24 | Regno Unito (bandiera)                         | Anthony Rowe        | Ala/Centro  |
| 25 | Regno Unito (bandiera)                         | James Noel          | Ala/Centro  |
|    |                                                |                     |             |